# Aleksej Petoechov
Aleksej Jevgenjevitsj Petoechov (Russisch: Алексей Евгеньевич Петухов) (Klintsy (Oblast Brjansk), 28 juni 1983) is een Russische langlaufer die gespecialiseerd is in de sprint.

## Carrière
Petoechov maakte zijn wereldbekerdebuut in maart 2003 in het Finse Lahti. In december 2007 scoorde hij in Rybinsk zijn eerste wereldbekerpunten, dertien maanden later stond hij in Rybinsk voor de eerste maal in zijn carrière op het podium. Op de wereldkampioenschappen langlaufen 2009 in Liberec, Tsjechië eindigde de Rus als negende op de sprint. Op 5 december 2009 boekte hij in het Duitse Düsseldorf zijn eerste wereldbekerzege, een dag later wist hij samen met Nikolaj Morilov de teamsprint te winnen.

## Resultaten

### Olympische Winterspelen
| Jaar | Plaats    | Resultaten               |
| ---- | --------- | ------------------------ |
| 2010 | Vancouver | Teamsprint (vrije stijl) |
| 2014 | Sotsji    | HF Sprint (vrije stijl)  |

### Wereldkampioenschappen
| Jaar | Plaats  | Resultaten              |
| ---- | ------- | ----------------------- |
| 2009 | Liberec | 9e Sprint (vrije stijl) |

### Wereldbeker

#### Eindklasseringen
| Seizoen   | Plaats | Punten |
| --------- | ------ | ------ |
| 2007/2008 | 123e   | 13     |
| 2008/2009 | 24e    | 291    |

#### Wereldbekerzeges
| Datum           | Plaats     | Onderdeel            |
| --------------- | ---------- | -------------------- |
| 5 december 2009 | Düsseldorf | Sprint (vrije stijl) |